# Rodrigo Brandán
Rodrigo Nicolás Brandán (Argentina, 23 de junio de 1998) es un exfutbolista argentino que se desempeñaba como volante por derecha en el Club Ferro Carril Oeste de la Primera B Nacional de Argentina.

## Estadísticas
Actualizado al 16 de octubre de 2022

| Ferro Argentina | 2.ª                 | 2018-19             | 0  | 0 | 0 | 0 | — | — | 0  | 0 |
| Ferro Argentina | Total               | Total               | 0  | 0 | 0 | 0 | 0 | 0 | 0  | 0 |
| Sacachispas Argentina | 3.ª                 | 2019-20             | 14 | 0 | 0 | 0 | — | — | 14 | 0 |
| Sacachispas Argentina | Total               | Total               | 14 | 0 | 0 | 0 | 0 | 0 | 14 | 0 |
| Ferro Argentina | 2.ª                 | 2020                | 1  | 0 | 0 | 0 | — | — | 1  | 0 |
| Ferro Argentina | Total               | Total               | 1  | 0 | 0 | 0 | 0 | 0 | 1  | 0 |
| Colegiales Argentina | 3.ª                 | 2021                | 11 | 0 | 0 | 0 | — | — | 11 | 0 |
| Colegiales Argentina | Total               | Total               | 11 | 0 | 0 | 0 | 0 | 0 | 11 | 0 |
| Desamparados Argentina | 3.ª                 | 2022                | 16 | 2 | 0 | 0 | — | — | 16 | 2 |
| Desamparados Argentina | Total               | Total               | 16 | 2 | 0 | 0 | 0 | 0 | 16 | 2 |
| Total en su carrera | Total en su carrera | Total en su carrera | 42 | 2 | 0 | 0 | 0 | 0 | 42 | 2 |
| (1) La copa nacional se refiere a la Copa Argentina y Supercopa Argentina . (2) La copa internacional se refiere a la Copa Sudamericana, Recopa Sudamericana, Copa Libertadores y Copa Suruga Bank. |                     |                     |    |   |   |   |   |   |    |   |